# Plectochorus nilgiricus
Plectochorus nilgiricus är en stekelart som beskrevs av Lee 1992. Plectochorus nilgiricus ingår i släktet Plectochorus och familjen brokparasitsteklar. Inga underarter finns listade i Catalogue of Life.